# Blechnum biforme
Blechnum biforme là một loài dương xỉ trong họ Blechnaceae. Loài này được Christ mô tả khoa học đầu tiên năm 1897.